# Worms 2: Armageddon
Pour les articles homonymes, voir Armageddon (homonymie).
Ne doit pas être confondu avec Worms 2 ou Worms Armageddon.
Worms 2: Armageddon est un jeu vidéo d'artillerie et de stratégie au tour par tour développé et édité par Team17, sorti en 2009 sur Xbox 360, en 2010 sur PlayStation 3 et sur iOS et en 2013 sur Android.
Une version augmentée, Worms Reloaded, est sortie sur Windows en 2010.